# Cándido Ramírez
Cándido Saúl Ramírez Montes (n. León, Guanajuato, México; 5 de junio de 1993), es un futbolista mexicano, juega como centrocampista ofensivo y actualmente es jugador del FC Juárez de la Primera División de México.

## Trayectoria

### Tercera División y Santos Laguna
Empezó jugando en los Cachorros de León de la Tercera División de México para después jugar con el Atlético San Francisco en donde jugó 23 partidos y anotó 11 goles. Para la temporada 2009-10 jugó con los Zapateros Garra Leonesa, estuvo presente en 33 partidos y anotó 17 goles. En la siguiente temporada pasó a formar parte de Unión León en donde participó en 36 partidos anotando otros 17 goles.
Para el segundo semestre del 2011, Cándido fue reclutado por el Santos Laguna para jugar en el equipo sub-20 en donde registro 7 goles en 26 partidos. Debutó el 11 de diciembre de 2011 en el partido de vuelta de la final disputada entre el Santos y los Tigres. El 13 de mayo de 2012 ganó su primer título con Santos Laguna tras vencer a Monterrey por marcador global de 3-2.
Su primer gol en un torneo oficial lo consiguió con el Santos Laguna el 28 de agosto de 2012 en un partido de la Concacaf Liga Campeones contra el Toronto FC al minuto 92 y su primera anotación en la Primera División de México fue el 3 de octubre contra el Atlas de Guadalajara al minuto 39.
Pumas de la UNAM
Para el Torneo Apertura 2013 Santos Laguna puso transferible al jugador y pasó a jugar para el Club Universidad Nacional, mediante un trueque con la institución del Santos por Eduardo Herrera. Debutó con los universitarios el 21 de julio de 2013 en el empate a 1 contra el Puebla Fútbol Club. El 6 de agosto anotó su primer gol con el equipo en un partido de la Copa México contra los Leones Negros.

### Club de Fútbol Monterrey
El 13 de noviembre del 2013 Pumas de la UNAM no requirió más de sus servicios y se hace oficial su pase al Club de Fútbol Monterrey, en calidad de préstamo con opción a compra. Su primer partido con el equipo regiomontano fue el 4 de enero de 2014 en el empate a 0 contra el Cruz Azul. Su primer gol con el equipo fue el 22 de enero en la victoria de su equipo por marcador de 1-3 sobre el Altamira Fútbol Club.
Atlas Fútbol Club
El 8 de junio de 2016 es transferido al Atlas F. C. a préstamo de un año con opción a compra por el equipo de C. F. Monterrey.
Club de Fútbol Monterrey
Tras un breve paso por el Atlas de Guadalajara, regresa tras el préstamo para el Apertura 2017.
Correcaminos de la UAT
Llega en calidad de préstamo por parte del Club de Fútbol Monterrey para la temporada 2018-2019.
Monarcas Morelia/Mazatlán Fútbol Club
El 28 de diciembre de 2018 se confirma la llegada de Cándido, junto a Alberto Acosta, en condición de cedido por los Rayados del Monterrey para el Clausura 2019. Tras la mudanza de los Monarcas Morelia a la Ciudad de Mazatlán, convirtiéndose en el Mazatlán Fútbol Club, se confirmó que Cándido formaría parte del primer plantel en la historia de los mazatlecos.

## Clubes
| Santos Laguna · México                                                               |               |               |     |    |    |    |    |    |     |    |
| 1.ª                                                                                  | 2011-12       | 18            | 0   | 0  | 0  | 6  | 0  | 24 | 0   |    |
| 1.ª                                                                                  | 2012-13       | 26            | 1   | 0  | 0  | 5  | 1  | 31 | 2   |    |
| Total club                                                                           | Total club    | 44            | 1   | 0  | 0  | 11 | 1  | 55 | 2   |    |
| Universidad Nacional · México                                                        |               |               |     |    |    |    |    |    |     |    |
| 1.ª                                                                                  | 2013-14       | 10            | 0   | 4  | 2  | 0  | 0  | 14 | 2   |    |
| Total club                                                                           | Total club    | 10            | 0   | 4  | 2  | 0  | 0  | 14 | 2   |    |
| C. F. Monterrey · México                                                             |               |               |     |    |    |    |    |    |     |    |
| 1.ª                                                                                  | 2014          | 10            | 1   | 7  | 1  | -  | -  | 17 | 2   |    |
| 1.ª                                                                                  | 2014-15       | 26            | 2   | 9  | 1  | -  | -  | 35 | 3   |    |
| 1.ª                                                                                  | 2015-16       | 19            | 0   | 11 | 2  | -  | -  | 30 | 2   |    |
| Total club                                                                           | Total club    | 55            | 3   | 27 | 4  | 0  | 0  | 82 | 7   |    |
| Atlas F. C. · México                                                                 |               |               |     |    |    |    |    |    |     |    |
| 1.ª                                                                                  | 2016-17       | 11            | 3   | 0  | 0  | -  | -  | 11 | 3   |    |
| 1.ª                                                                                  | 2017-18       | 0             | 0   | 0  | 0  | -  | -  | 0  | 0   |    |
| Total club                                                                           | Total club    | 11            | 3   | 0  | 0  | 0  | 0  | 11 | 3   |    |
| Correcaminos de la UAT · México                                                      |               |               |     |    |    |    |    |    |     |    |
| 2.ª                                                                                  | 2013-14       | 4             | 0   | 0  | 0  | -  | -  | 4  | 0   |    |
| Total club                                                                           | Total club    | 4             | 0   | 0  | 0  | 0  | 0  | 4  | 0   |    |
| Monarcas Morelia · México                                                            |               |               |     |    |    |    |    |    |     |    |
| 1.ª                                                                                  | 2019          | 0             | 0   | 0  | 0  | -  | -  | 0  | 0   |    |
| Total club                                                                           | Total club    | 0             | 0   | 0  | 0  | 0  | 0  | 0  | 0   |    |
| Total carrera                                                                        | Total carrera | Total carrera | 124 | 7  | 31 | 6  | 11 | 1  | 166 | 14 |
| (1)Incluye datos de la Copa México (2)Incluye datos de la Concacaf Liga de Campeones |               |               |     |    |    |    |    |    |     |    |

## Selección nacional

### Categorías menores
Sub-21
En el 2013 fue convocado al Torneo Esperanzas de Toulon, jugó dos partidos y México terminó con saldo de una victoria, dos empates y una derrota. Los convocados que participaron en este torneo iban a ser los mismos que jugarían la Copa Mundial de Fútbol Sub-20 de 2013, pero el director técnico de la selección sub-20, Sergio Almaguer, lo corto de la lista final y lo dejó fuera del mundial sub-20.
| Torneo                              | Sede    | Resultado    | Partidos | Goles |
| ----------------------------------- | ------- | ------------ | -------- | ----- |
| Torneo Esperanzas de Toulon de 2013 | Francia | Primera fase | 2        | 0     |

Sub-23
El 28 de mayo del 2012 debutó con la Selección de fútbol sub-23 de México ante Bielorrusia en el Torneo Esperanzas de Toulon de 2012. Anotó un gol ante la selección de Países Bajos el 30 de mayo de 2012, siendo éste el primero con una selección, dos días después, el 1 de junio del 2012 en la gran final le anotó uno a Turquía para abrir un marcador que terminó 3-0 a favor de México, Cándido fue premiado con el trofeo al campeón más joven del torneo con 18 años de edad y al mejor gol del torneo.
| Torneo                              | Sede    | Resultado | Partidos | Goles |
| ----------------------------------- | ------- | --------- | -------- | ----- |
| Torneo Esperanzas de Toulon de 2012 | Francia | Campeón   | 3        | 2     |

Partidos internacionales
| Partidos Internacionales | Partidos Internacionales | Partidos Internacionales      | Partidos Internacionales | Partidos Internacionales | Partidos Internacionales            | Partidos Internacionales |
| #                        | Fecha                    | Sede                          | Oponente                 | Resultado                | Competición                         |                          |
| ------------------------ | ------------------------ | ----------------------------- | ------------------------ | ------------------------ | ----------------------------------- | ------------------------ |
| 1.                       | 22 de febrero de 2012    | Ciudad Nezahualcóyotl, México | Toros Neza               | 4-2                      | Amistoso                            |                          |
| 2.                       | 28 de mayo de 2012       | Le Lavandou, Francia          | Bielorrusia              | 1–2                      | Torneo Esperanzas de Toulon de 2012 |                          |
| 3.                       | 30 de mayo de 2012       | Aviñón, Francia               | Países Bajos             | 4–2                      | Torneo Esperanzas de Toulon de 2012 |                          |
| 4.                       | 1 de junio de 2012       | Hyères, Francia               | Turquía                  | 0–3                      | Torneo Esperanzas de Toulon de 2012 |                          |

Goles internacionales
| #  | Fecha                 | Lugar                         | Oponente     | Parcial | Final | Competición                         |
| -- | --------------------- | ----------------------------- | ------------ | ------- | ----- | ----------------------------------- |
| 1. | 22 de febrero de 2012 | Ciudad Nezahualcóyotl, México | Toros Neza   | 4-1     | 4-2   | Amistoso                            |
| 2. | 30 de mayo de 2012    | Aviñón, Francia               | Países Bajos | 2–2     | 4–2   | Torneo Esperanzas de Toulon de 2012 |
| 3. | 1 de junio de 2012    | Hyères, Francia               | Turquía      | 0–1     | 0–3   | Torneo Esperanzas de Toulon de 2012 |

### Absoluta
El 3 de febrero de 2016 recibe su primerA convocatoria por la Selección Mexicana a cargo de Juan Carlos Osorio,  para formar parte del equipo que enfrentará a la Selección de Senegal el 10 de febrero de 2016.
Fue convocado por ser el único jugador que juega como extremo izquierdo con su perfil natural,  que es el izquierdo.
el 4 de junio del 2016 es convocado por Juan Carlos Osorio para la Copa América Centenario por baja de Jürgen Damm.
Participaciones en Copa América
| Copa                    | Sede           | Resultado        |
| ----------------------- | -------------- | ---------------- |
| Copa América Centenario | Estados Unidos | Cuartos de final |

Partidos internacionales
| # | Fecha                   | Rival       | Sede      | Estadio           | Resultado | Competición                |
| - | ----------------------- | ----------- | --------- | ----------------- | --------- | -------------------------- |
| 1 | 16 de febrero de 2016   | Senegal     | Miami     | Marlins Park      | 2-0       | Amistoso                   |
| 2 | 2 de septiembre de 2016 | El Salvador | Cuscatlán | Estadio Cuscatlán | 1-3       | Clasificación Mundial 2018 |

## Palmarés

### Campeonatos nacionales
| Título          | Club          | País   | Año  |
| --------------- | ------------- | ------ | ---- |
| Torneo Clausura | Santos Laguna | México | 2012 |

### Campeonatos internacionales
| Título                      | Club                | País    | Año  |
| --------------------------- | ------------------- | ------- | ---- |
| Torneo Esperanzas de Toulon | Selección de México | Francia | 2012 |

### Distinciones individuales
| Distinción                                        | Año  |
| ------------------------------------------------- | ---- |
| Jugador más joven del Torneo Esperanzas de Toulon | 2012 |
| Mejor gol del Torneo Esperanzas de Toulon         | 2012 |